# Иван Карановски
Ивàн Тòдоров Каранòвски (5 април 1882 – 22 ноември 1960 г.) е български писател.

## Биография
Иван Карановски е роден през 1882 г. в град Карнобат. Следва литература в Софийския, Женевския, завършва във Фрибурския университет, Швейцария (1909 г.). Учителства в град Кюстендил (1909 – 1910 г.), Ямбол (1910 – 1919 г.) и София (1919 – 1929 г.).
Работи в Етнографския музей в София (1920 – 1922 г.) и в Министерството на народното просвещение (1926 – 1931 г.). За пръв път публикува стихотворение през 1897 г. в списание „Нов живот“ (Сливен).
Сътрудничи на списанията „Общо дело“, „Летописи“, „Съвременник“, „Демократически преглед“ и е редактор на списанията „Тракийска лира“ – Ямбол (1915 г.), „Парнас“ – София (1921 г.), „Яснина“ – София (1923 г.), „Кръгозор“ – София (1925 г.) и вестниците „Шега“ – Ямбол (1911 г.) и „Тунджа“ – Ямбол (1919 г.).
Редактира списанията „Тракийска лира“, „Парнас“ (1921 – 1922 г.), „Кръгозор“ (1925 г.). Автор е на социални и интимни стихотворения – сборник „Тежки минути“ (1901 г.), „Под дъжд от есенни листа“ (1905 г.), „Светлата книга“ (1929 г.), на разкази предимно с военна тематика – „Разкази“ (3 тома, 1929 – 1931 г.), и на романи – „Гордиян Лунатов“ (1933 г.), „Слънчоглед“ (1939 г.), „Златозар Тагинин“ (1940 г.), „Алпийско лято“ (1947 г.), в които рисува провинциалната българска интелигенция, въодушевена от идеите на социализма. Пише драма в стихове „Тунджанската хризантема“ (1929 г.). Пълно събрание на стихотворенията му е издадено в София през 1934 г. Той ползва псевдонимите Безбожник, Елегик, Птица-кукувица, Orfeus.
Личният му архив се съхранява във фонд 39К в Централен държавен архив. Той се състои от 164 архивни единици от периода 1895 – 1949 г.
Иван Карановски е починал през 1949 г.